# Могилёв-Подольская фабрика нетканых материалов
Могилёв-Подольская фабрика нетканых материалов — предприятие лёгкой промышленности в западной части города Могилёв-Подольский Могилёв-Подольского района Винницкой области Украины.

## История
Могилёв-Подольская ватная фабрика была построена в соответствии с четвёртым пятилетним планом восстановления и развития народного хозяйства СССР и в 1947 году введена в эксплуатацию. В годы пятой пятилетки (1951 - 1955 гг.) фабрика значительно увеличила производственные мощности и расширила ассортимент выпускаемой продукции. 
В соответствии с семилетним планом развития народного хозяйства СССР ватная фабрика была реконструирована, оснащена новым оборудованием и в 1965 году получила новое название - Могилёв-Подольская фабрика нетканых материалов.
В целом, в советское время фабрика входила в число ведущих предприятий города, на её балансе находились жилые дома и другие объекты социальной инфраструктуры.
После провозглашения независимости Украины фабрика перешла в ведение государственного комитета лёгкой и текстильной промышленности Украины. В дальнейшем государственное предприятие было преобразовано в коллективное предприятие. В условиях разрыва хозяйственных связей и экономического кризиса 1990х годов положение фабрики осложнилось. В начале 2000х годов было возбуждено дело о её банкротстве.
10 июня 2003 года хозяйственный суд Винницкой области признал фабрику банкротом и в январе 2004 года началась процедура её ликвидации.

## Деятельность
Предприятие производило матрасы, одеяла, ватин, основу для искусственной кожи и упаковочное полотно.